# Lichtsäule (Lichteffekt)

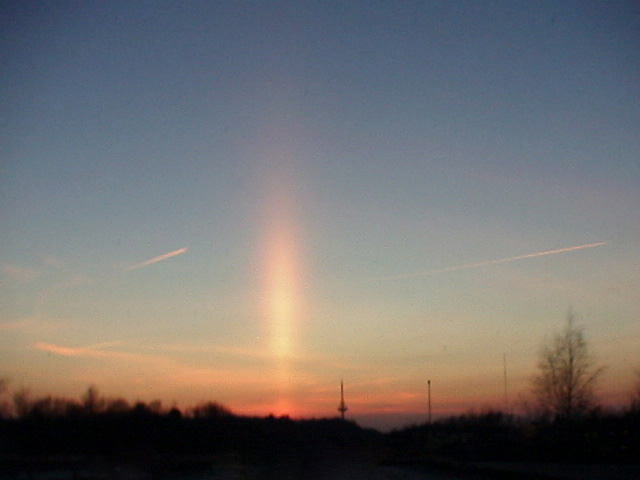
Lichtsäule am 16. März 2005, Sonnenuntergang

Die Lichtsäule ist ein Lichteffekt in der Atmosphäre und gehört zu den Haloerscheinungen. Ausgehend von der Sonne erstreckt sich ein linear ausgedehnter schmaler Lichtstreifen senkrecht nach oben – seltener auch nach unten. Lichtsäulen sind meist dann zu beobachten, wenn die Sonne nah ober- oder unterhalb des Horizonts steht.
Lichtsäulen entstehen durch die Spiegelung des Sonnenlichts an hexagonalen Eisplättchen, die bei nahezu Windstille langsam absinken und sich dabei vorzugsweise horizontal in der Luft ausrichten. Sie sind deshalb nur bei entsprechend windarmen Wetterbedingungen zu beobachten. Im Gegensatz zu den verwandten Haloerscheinungen Unter- und Übersonne und der Tatsache, dass die sechseckigen Eisplättchen in ihrer horizontalen Ausrichtung wechselnde Kippwinkel aufweisen, wird ähnlich einem Glitzerpfad der Sonne auf einer leicht bewegten Wasserfläche eine Lichtsäule sichtbar. In sehr seltenen Fällen und bei sehr konstanter und geringer Luftbewegung sind auch leicht gebogene Lichtsäulen möglich.